# Jean Périer (préfet)
Pour les articles homonymes, voir Périer.
Jean Périer, né le 28 mai 1925 à Leffard (Calvados), et mort le 14 juillet 2014, à Caen, est un haut fonctionnaire et homme politique français qui a notamment été  préfet de police de Paris.

## Biographie
Il passe son bac à Caen en 1944 : la ville est bombardée, les copies s'envolent en fumée dans un gigantesque incendie : il doit repasser les épreuves. Il poursuit ses études supérieures à Paris (licence ès lettres, licence de droit, puis Sciences Po et l'ENA promotion Félix Éboué.
Il est secrétaire général de plusieurs préfectures (Maine-et-Loire, Bouches-du-Rhône, Indre-et-Loire), sous-préfet de Sainte-Menehould, Vouziers, Saint-Nazaire, puis préfet de l'Yonne, de Saône-et-Loire (1976), du Val-de-Marne et de la région Bretagne (1978).
Nommé préfet de police de Paris le 16 juillet 1981, Jean Périer démissionne le 3 juin 1983 à la suite des débordements des manifestations de policiers dans les rues de Paris. Il est alors nommé préfet hors cadre (8 juin 1983).
Après sa carrière préfectorale, il poursuit une carrière dans le privé : président du conseil d'administration des Houillères du Nord et du Pas-de-Calais, PDG de FINORPA (groupe Charbonnages de France), président de l'Association historique du centre minier de Lewarde, membre du Comité de décentralisation de la DATAR, président des jurys des concours d'entrée à l'ENA (1990-1991).
Pendant sa retraite, il est maire de Saint-Germain-Langot pendant neuf ans (1991-2001), premier vice-président du district du pays de Falaise, président du comité départemental du Calvados de la Ligue contre le cancer (1994-2009), membre du Conseil de l'Ordre de la Légion d'honneur (3 mandats, de 1993 à 2005).
Il épouse Paulette Laîné en 1947 dont il a trois enfants.

## Récompenses et distinctions

### Décorations
- Commandeur de la Légion d'honneur
- Commandeur de l'ordre national du Mérite
- Commandeur de l'ordre des Palmes académiques
- Officier de l'ordre du Mérite agricole